# ワタル・ナカムラ
ワタル・ナカムラ（Wataru Nakamura、漢字：中村 亘、1921年11月20日 - 1951年5月18日）は、アメリカ合衆国の軍人。朝鮮戦争にアメリカ陸軍の兵士として従軍し、名誉勲章受章者の1人となった。

## 経歴

### 生い立ち
ワタル・ナカムラは日本人移民の両親の元、7人の子の次男としてカリフォルニア州ロサンゼルスにて、日系二世として生まれた。トーマス・ジェファーソン高校を卒業した後、サンフランシスコへ移住した。
1941年に第二次世界大戦においてアメリカが日本との間に開戦し、日系アメリカ人の強制収容の対象となったナカムラ一家はアーカンソー州のローワー戦争移住センターを割り当てられ、収容された。彼は1944年に陸軍に入隊した。　　　

### 軍歴
1944年、アメリカ陸軍に入隊。ナカムラは第442連隊戦闘団K中隊に配属され、ヨーロッパに派遣された。同連隊は殆どを日系アメリカ人によって構成されており、アメリカ合衆国史上もっとも多くの勲章を受けた部隊としても知られている。
第二次世界大戦が終結するとナカムラは除隊し、予備役に編入される。除隊後はイリノイ州シカゴに居住した。

### 朝鮮戦争
1950年に朝鮮戦争が勃発し、同年軍に復帰した。1951年5月18日、ナカムラは第2歩兵師団第38歩兵連隊第3大隊I中隊に上等兵として北朝鮮の豊清里付近で勤務中、戦死した。29歳没。
この間の戦闘で勇気ある、英雄的で無私無欲な軍事行動に関して、1952年に殊勲十字章が授与され、2025年には名誉勲章を授与された。なお、名誉勲章の受章は当時、並外れた英雄的行動が完全に認められなかったのは、人種差別であったと認められる民族的マイノリティにある軍人に対し、殊勲十字章からの格上げがなされたものである。

### 名誉勲章勲記
ナカムラに授与された名誉勲章の勲記には、次のように記されている。
| ワタル・ナカムラ上等兵は、1951年5月18日、朝鮮・豊清里近郊において、第2歩兵師団第38歩兵連隊I中隊に所属し、任務を超える勇敢かつ果敢な行動により、顕著な武勲を示した。その日の夜明け頃、ナカムラ上等兵は、自ら志願して小隊と指揮所間の通信線の確認と修理に向かった。薄明かりの中、通線に沿って進んでいる最中、彼は友軍の陣地を包囲し、防御線を突破しようとする敵部隊からの攻撃を受けた。この危険な状況に直面しながらも、ナカムラ上等兵は自らの安全を顧みることなく、援軍を待つこともせず、銃剣を構えて敵に突撃した。彼は単独で敵の機関銃座を制圧し、敵が占拠していた複数の掩蔽壕から敵を追い払った。弾薬を使い果たすと、彼は激しい敵の砲火の中で一旦撤退し、途中で丘を登ってくる弾薬搬送部隊と遭遇した。ナカムラ上等兵は、即座にその部隊の指揮官に状況を説明し、自らも再び武装した。そして、指揮官と2名の仲間による支援射撃を受けながら、再度敵陣に向けて突撃を敢行した。この激しい突撃の中で、彼は1つの掩蔽壕で敵兵3名を殺害し、最後の敵が占拠した掩蔽壕ではさらに1名を殺害し、1名に重傷を負わせた。しかし、なおも攻撃を続けていた際、敵の投げた手榴弾によって致命傷を負い、倒れた。ナカムラ上等兵の卓越した英雄的行為と任務を超えた自己犠牲は、軍人としての崇高な伝統を受け継ぎ、また、彼、その部隊、ひいては合衆国陸軍に偉大な名誉をもたらすものであった。 |

## 栄典
|  | 名誉勲章                 |
|  | 殊勲十字賞               |
|  | パープルハート章         |
|  | 陸軍善行章               |
|  | 第二次世界大戦戦勝記念章 |
|  | 国土防衛従軍章           |
|  | 朝鮮従軍章               |
|  | 国連従軍記章             |
|  | 朝鮮戦争従軍章           |
|  | 大韓民国大統領部隊感状   |
|  | 戦闘歩兵章               |